# Марха (приток Вилюя)
Марха́ (Морха; якут. Марха) — река в Якутии (Россия), левый приток Вилюя. Течёт по территории Мирнинского, Нюрбинского и Оленёкского районов. Длина — 1181 км, площадь бассейна — 99 000 км².

## Этимология
Название реки Марха происходит от якутского слова мар со значением — «моховое, кочковатое болото; болотистые кочковатые пространства, поросшие кустарником, редким лесом, местами травой», что и отражает условия Центральноякутской равнины.
По другой версии, гидроним Марха имеет тунгусо-маньчжурское происхождение и обозначает «кустарник».

## Описание

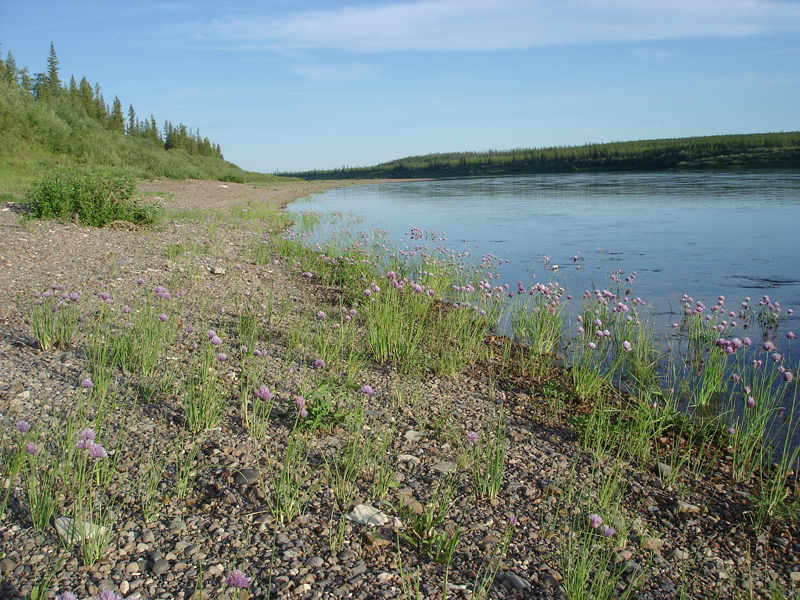
Вид на реку с берега летом 2007 года

Истоки реки находятся на Вилюйском плато, далее протекает по Центральноякутской равнине. Русло в среднем течении изобилует порогами и каменистыми и галечными перекатами. В низовье пойма широкая, извилистое русло периодически становится относительно прямолинейным. Зимы в районе реки — одни из самых суровых в северном полушарии, река полностью перемерзает более чем на 5 месяцев, в верховьях — до 7 месяцев. В бассейне много озёр, как правило термокарстового происхождения.
Питание снеговое и дождевое, роль подземного питания невелика. Высокое весеннее половодье сменяется летне-осенними паводками, за тёплый сезон их происходит три-четыре раза. Зимой глубокая межень; перемерзает до 150 суток в низовье и до 208 суток в верховье. Замерзает в конце сентября — начале октября, вскрывается в конце мая — начале июня. Среднегодовой расход воды в 159 км от устья — 405 м³/с, наибольший в июне — 3930 м³/с.
От слияния с рекой Моркока до устья река условно судоходна. В бассейне реки добываются алмазы.
В водах реки обитают осётр, таймень, ленок, нельма, сиг, щука.
| Средний расход воды (м³/с) реки Мархи по месяцам с 1938 по 1994 гг. (замеры производились на гидрологическом посту в 159 км от устья) |

## Притоки
(расстояние от устья)
- 8,7 км: Унга-Харыйалаах;
- 28 км: Хангас-Харыйалаах;
- 82 км: Конончан;
- 106 км: Таланда;
- 124 км: река без названия;
- 137 км: Тарын-Юрэх;
- 148 км: Буруус-Юрэх;
- 158 км: Маар-Юрэх;
- 186 км: Кырангда;
- 197 км: Ёрт-Юрэх;
- 203 км: Дьэгин-Иирэлээх;
- 216 км: Мастаах;
- 227 км: Кюёнэхтээх;
- 229 км: Кюскюндэ;
- 236 км: Бэс-Юрэх;
- 254 км: Аччыгый-Дьюктели;
- 266 км: Лохайы;
- 266 км: Юёсээ-Эдьээн;
- 281 км: Саппыйалаах;
- 283 км: Курунг-Юрэх;
- 295 км: Улахан-Дьюктели;
- 317 км: Собо;
- 332 км: река без названия;
- 350 км: Иэсээк;
- 370 км: Юлэгиир;
- 387 км: Харыйа-Юрэх;
- 400 км: река без названия;
- 408 км: Ньимэлимэ;
- 409 км: Курунг-Дьэлиндэ;
- 424 км: Накын;
- 441 км: Курунг-Юрэх;
- 452 км: Бадарааннаах;
- 461 км: Аччыгый-Курунг-Юрэгэ;
- 473 км: Дьахтар-Юрэгэ;
- 482 км: река без названия;
- 489 км: Хання;
- 523 км: Юллэгийээн;
- 527 км: Кусаллай-Юрэгэ;
- 539 км: Чокураас;
- 563 км: Алын-Дабаан;
- 580 км: река без названия;
- 585 км: Моркока;
- 594 км: Аллай-Юрэх;
- 597 км: Юёсээ-Дылбыкаан;
- 607 км: Солоной;
- 623 км: Дьэлиндэ;
- 628 км: Сиэннээх;
- 635 км: Юёсээ-Саланай;
- 650 км: Самара-Юрюйэтэ;
- 657 км: Кыптыый-Хаалбыт;
- 667 км: Домбооно;
- 694 км: Даныра;
- 703 км: Джелиндакан-Юрэх;
- 706 км: Аччыгый-Энэгэн;
- 713 км: Улахан-Энэгэн;
- 729 км: Аллараа-Сириктэндэ;
- 735 км: Курунг-Юрэх;
- 766 км: Мархара;
- 773 км: Онхой-Юрэх;
- 780 км: Сарык-Дэндэ;
- 795 км: Кётёрдёёх;
- 808 км: Балыкааннаах;
- 824 км: Диэртигэн;
- 825 км: Онкучах;
- 835 км: Буур-Салаа;
- 840 км: Аччыгый-Кюгюннюю;
- 846 км: Кюгюннюю;
- 850 км: река Ённьюёс-Тёрдё;
- 854 км: Бэс-Айалаах;
- 864 км: Олдондо;
- 872 км: Эйэкиит;
- 874 км: река без названия;
- 894 км: Чалбык;
- 906 км: Лахаалаах;
- 932 км: Юёсээ-Лахаалаах;
- 944 км: Далдын;
- 954 км: Чочурдах;
- 956 км: Верх. Чочурдах;
- 964 км: Улахан-Тааннаах;
- 987 км: Улахан-Тукулааннаах;
- 996 км: Онхой-Юрэх;
- 1001 км: Аллараа-Чочурдаах;
- 1008 км: Чочурдаах;
- 1015 км: Лэппириэн;
- 1024 км: Куччугуй-Тааннаах;
- 1031 км: Чукука;
- 1040 км: река без названия;
- 1052 км: Онхой-Юрэх;
- 1056 км: Халамакит;
- 1063 км: Юс-Тёрюттээх;
- 1068 км: Дабаан;
- 1084 км: Эмээхсин-Унгуохтаага;
- 1094 км: Елена-Ийэтин-Унгуохтаага;
- 1107 км: Хапчаан;
- 1111 км: Ойуур-Юрэгэ;
- 1114 км: Сохсолох;
- 1153 км: река без названия;
- 1161 км: река без названия;
- 1168 км: река без названия[1].